# Jack Brett
Jack Brett (Leeds, 17 giugno 1918 – 29 dicembre 1982) è stato un pilota motociclistico britannico.

## Carriera
La sua carriera nel motociclismo è iniziata nel primo dopoguerra e ha partecipato a gare del motomondiale fin dalla sua istituzione nel 1949, in particolare a quelle del Tourist Trophy.
La sua prima apparizione nelle classifiche valide per il titolo iridato è con un 30º posto alla gara inaugurale del Tourist Trophy 1949 nel Senior TT mentre i primi punti iridati risalgono al 1951, con un podio sempre nel Tourist Trophy della Classe 350.
Ha corso poi, dividendosi tra Classe 350 e 500, fino al 1957, cogliendo l'unico successo in un gran premio in occasione del Gran Premio di Svizzera del 1952.
In alcuni casi viene riportata una sua seconda vittoria, in occasione del Gran Premio motociclistico del Belgio 1957, poiché il pilota che aveva tagliato per primo il traguardo, Libero Liberati su Gilera era stato squalificato al termine della corsa; questa decisione è stata però revocata all'inizio del 1958 con la riattribuzione della vittoria al pilota italiano e la retrocessione di Brett al secondo posto.
Nel corso degli anni di partecipazione è stato alla guida di motociclette Norton e AJS. Nel suo palmarès anche una vittoria nella North West 200.
È deceduto al termine del 1982 a causa di un attacco di cuore intervenuto mentre giocava a golf.

## Risultati nel motomondiale

### Classe 350
| 1951 | Classe | Moto   |   |   |   |   |   |   |   |   |  | Punti | Pos. |
| ---- | ------ | ------ | - | - | - | - | - | - | - | - |  | ----- | ---- |
| 1951 | 350    | Norton | - | - | 3 | 7 | - | 2 | 6 | 3 |  | 15    | 5º   |

| 1952 | Classe | Moto |   |     |   |   |   |   |   |    |  | Punti | Pos. |
| ---- | ------ | ---- | - | --- | - | - | - | - | - | -- |  | ----- | ---- |
| 1952 | 350    | AJS  | 4 | Rit | 6 | 4 | - | 4 | 4 | NE |  | 12    | 6º   |

| 1953 | Classe | Moto   |   |   |   |    |   |   |   |   |    | Punti | Pos. |
| ---- | ------ | ------ | - | - | - | -- | - | - | - | - | -- | ----- | ---- |
| 1953 | 350    | Norton | 4 | 4 | 4 | NE | - | - | 4 | - | NE | 12    | 5º   |

| 1954 | Classe | Moto   |   |     |   |   |   |   |   |   |   | Punti | Pos. |
| ---- | ------ | ------ | - | --- | - | - | - | - | - | - | - | ----- | ---- |
| 1954 | 350    | Norton | - | Rit | 2 | - | - | 3 | 4 | 6 | - | 14    | 6º   |

| 1956 | Classe | Moto   |     |   |   |   |   |   |  |  |  | Punti | Pos. |
| ---- | ------ | ------ | --- | - | - | - | - | - |  |  |  | ----- | ---- |
| 1956 | 350    | Norton | Rit | - | - | - | 4 | - |  |  |  | 3     | 12º  |

| 1957 | Classe | Moto   |   |     |   |   |   |   |  |  |  | Punti | Pos. |
| ---- | ------ | ------ | - | --- | - | - | - | - |  |  |  | ----- | ---- |
| 1957 | 350    | Norton | - | Rit | 4 | - | - | - |  |  |  | 3     | 10º  |

| 1958 | Classe | Moto   |   |   |   |   |   |   |   |  |  | Punti | Pos. |
| ---- | ------ | ------ | - | - | - | - | - | - | - |  |  | ----- | ---- |
| 1958 | 350    | Norton | - | - | 8 | - | - | - | - |  |  | 0     |      |

| Legenda | 1º posto        | 2º posto            | 3º posto            | A punti      | Senza punti        | Grassetto – Pole position Corsivo – Giro più veloce |
| Legenda | Gara non valida | Non qual./Non part. | Ritirato/Non class. | Squalificato | '-' Dato non disp. | Grassetto – Pole position Corsivo – Giro più veloce |

### Classe 500
| 1950 | Classe | Moto   |   |  |  |  |  |  |  |  |  | Punti | Pos. |
| ---- | ------ | ------ | - |  |  |  |  |  |  |  |  | ----- | ---- |
| 1950 | 500    | Norton | 9 |  |  |  |  |  |  |  |  | 0     |      |

| 1951 | Classe | Moto   |  |  |     |   |   |   |     |   |  | Punti | Pos. |
| ---- | ------ | ------ |  |  | --- | - | - | - | --- | - |  | ----- | ---- |
| 1951 | 500    | Norton |  |  | Rit | 7 | 5 | 6 | Rit | 8 |  | 3     | 18º  |

| 1952 | Classe | Moto |   |     |   |   |     |   |   |  |  | Punti | Pos. |
| ---- | ------ | ---- | - | --- | - | - | --- | - | - |  |  | ----- | ---- |
| 1952 | 500    | AJS  | 1 | Rit | 9 | 4 | Rit | 4 | 7 |  |  | 14    | 5º   |

| 1953 | Classe | Moto   |   |   |   |    |   |   |     |  |  | Punti | Pos. |
| ---- | ------ | ------ | - | - | - | -- | - | - | --- |  |  | ----- | ---- |
| 1953 | 500    | Norton | 2 | 5 | 8 | NE | 6 | 3 | Rit |  |  | 13    | 6º   |

| 1954 | Classe | Moto   |  |   |    |  |  |   |   |    |  | Punti | Pos. |
| ---- | ------ | ------ |  | - | -- |  |  | - | - | -- |  | ----- | ---- |
| 1954 | 500    | Norton |  | 3 | AN |  |  | 6 | 4 | 11 |  | 8     | 9º   |

| 1955 | Classe | Moto   |  |  |   |  |  |  |     |  |  | Punti | Pos. |
| ---- | ------ | ------ |  |  | - |  |  |  | --- |  |  | ----- | ---- |
| 1955 | 500    | Norton |  |  | 4 |  |  |  | Rit |  |  | 3     | 16º  |

| 1956 | Classe | Moto   |   |  |  |  |   |  |  |  |  | Punti | Pos. |
| ---- | ------ | ------ | - |  |  |  | - |  |  |  |  | ----- | ---- |
| 1956 | 500    | Norton | 3 |  |  |  | 6 |  |  |  |  | 5     | 11º  |

| 1957 | Classe | Moto   |  |     |   |   |     |  |  |  |  | Punti | Pos. |
| ---- | ------ | ------ |  | --- | - | - | --- |  |  |  |  | ----- | ---- |
| 1957 | 500    | Norton |  | Rit | 4 | 2 | Rit |  |  |  |  | 9     | 5º   |

| Legenda | 1º posto        | 2º posto            | 3º posto            | A punti      | Senza punti        | Grassetto – Pole position Corsivo – Giro più veloce |
| Legenda | Gara non valida | Non qual./Non part. | Ritirato/Non class. | Squalificato | '-' Dato non disp. | Grassetto – Pole position Corsivo – Giro più veloce |